# ササユリ
ササユリ（笹百合、学名：Lilium japonicum）は、ユリ科ユリ属の球根植物。日本特産で日本を代表するユリである。地域によっては、ヤマユリと呼ぶこともある。

## 特徴
本州中部地方以西から四国・九州に分布する。
成株の茎は立ち上がり、葉は互生する。葉はやや厚く、披針形で長さは8-15cmである。5月-7月頃に淡いピンク色の花を咲かせる。花被片の長さは10-15cm位で漏斗状に反り返る。雄しべは6本で芳香がある。花粉の色は赤褐色であり、オトメユリと区別するポイントになる(ただし花粉の色が黄色のササユリも存在する)。希に花が純白のアルビノのものもある。葉や茎が笹に似ていることからこの名がある。
10-11月頃に蒴果が熟し、種子は風に乗って広がる。初めて地上発芽するのは通常翌々年の春である（地下遅発芽様式）。初花を咲かせるまでに種子から約7年以上（野生の場合）の歳月がかかる。

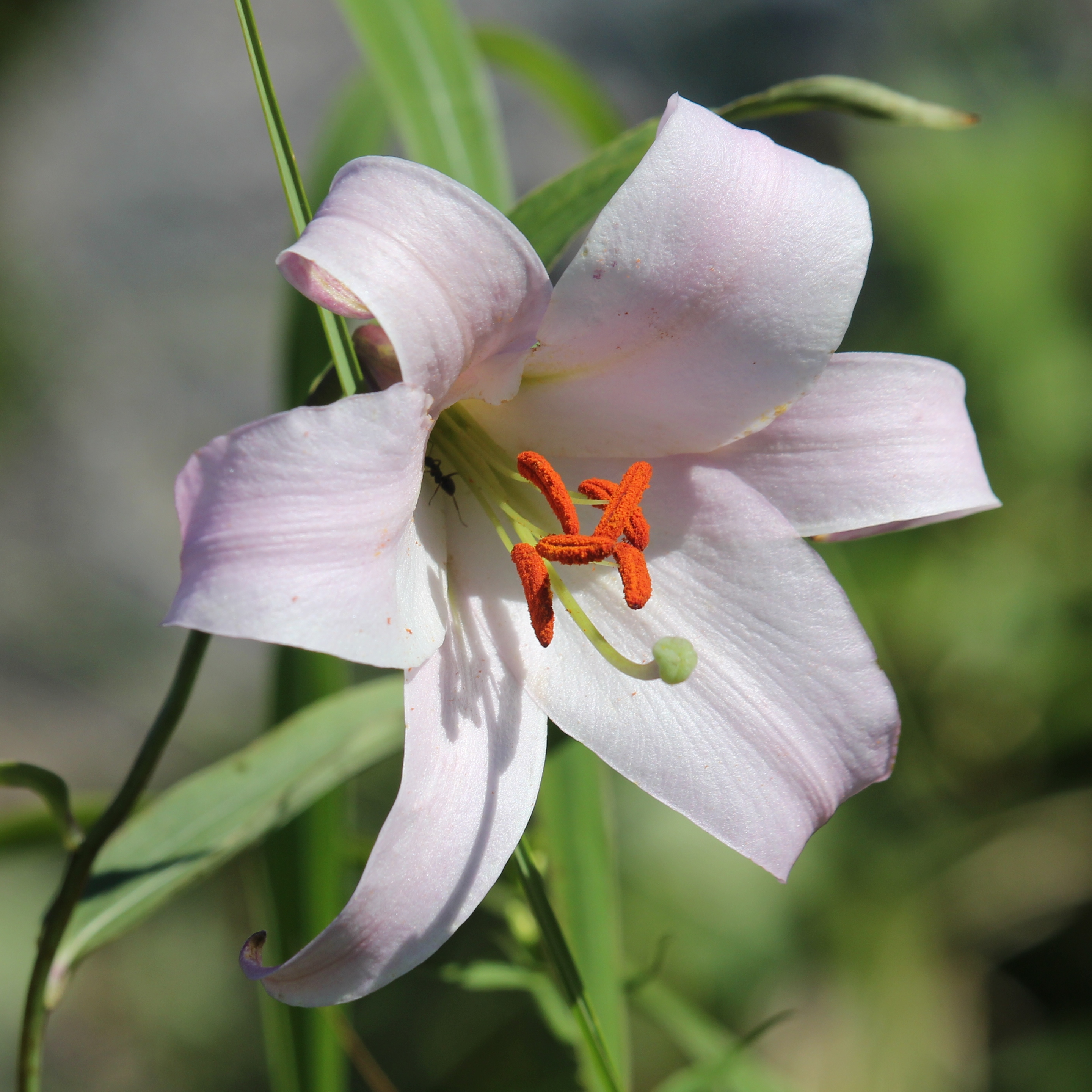
花
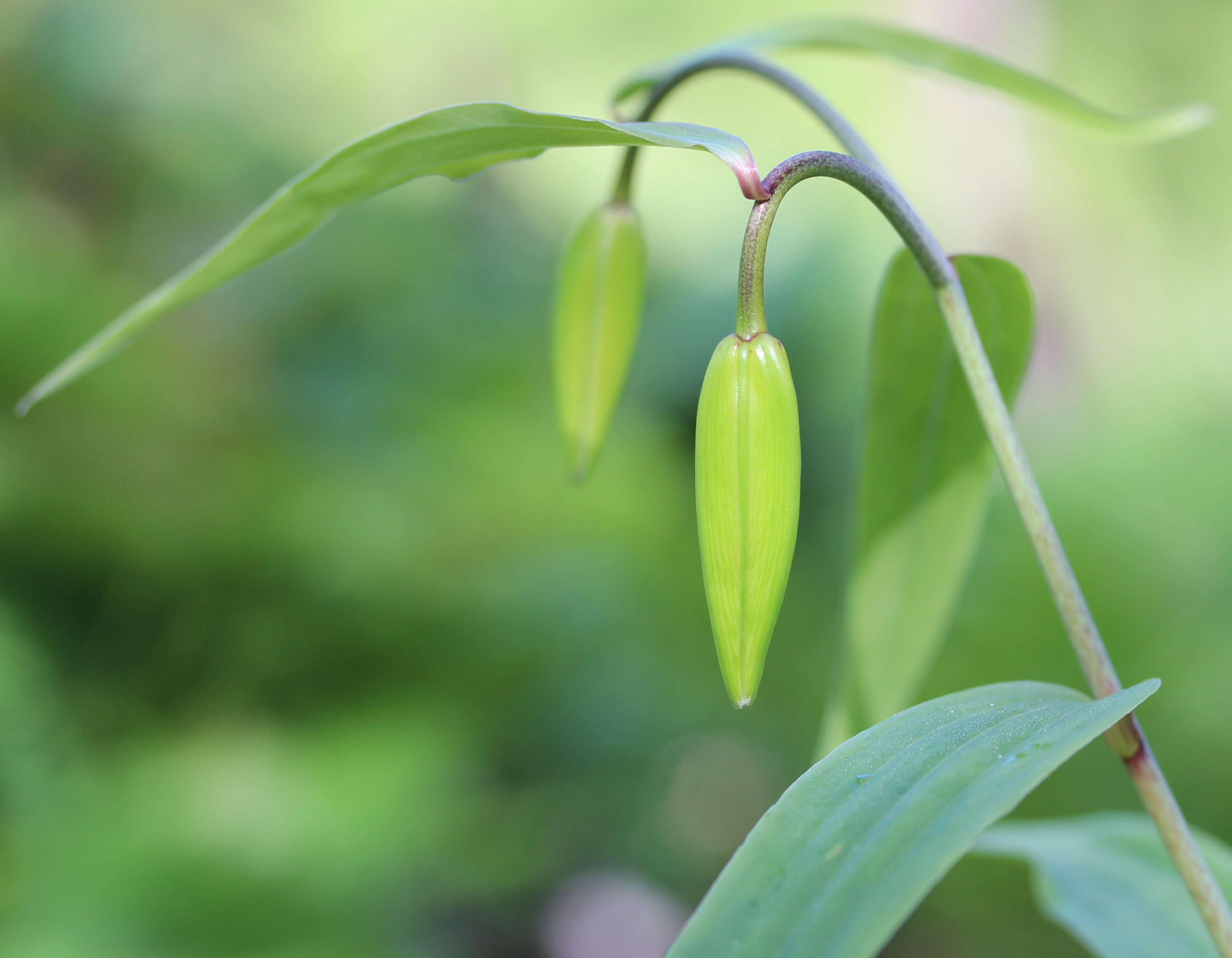
蕾
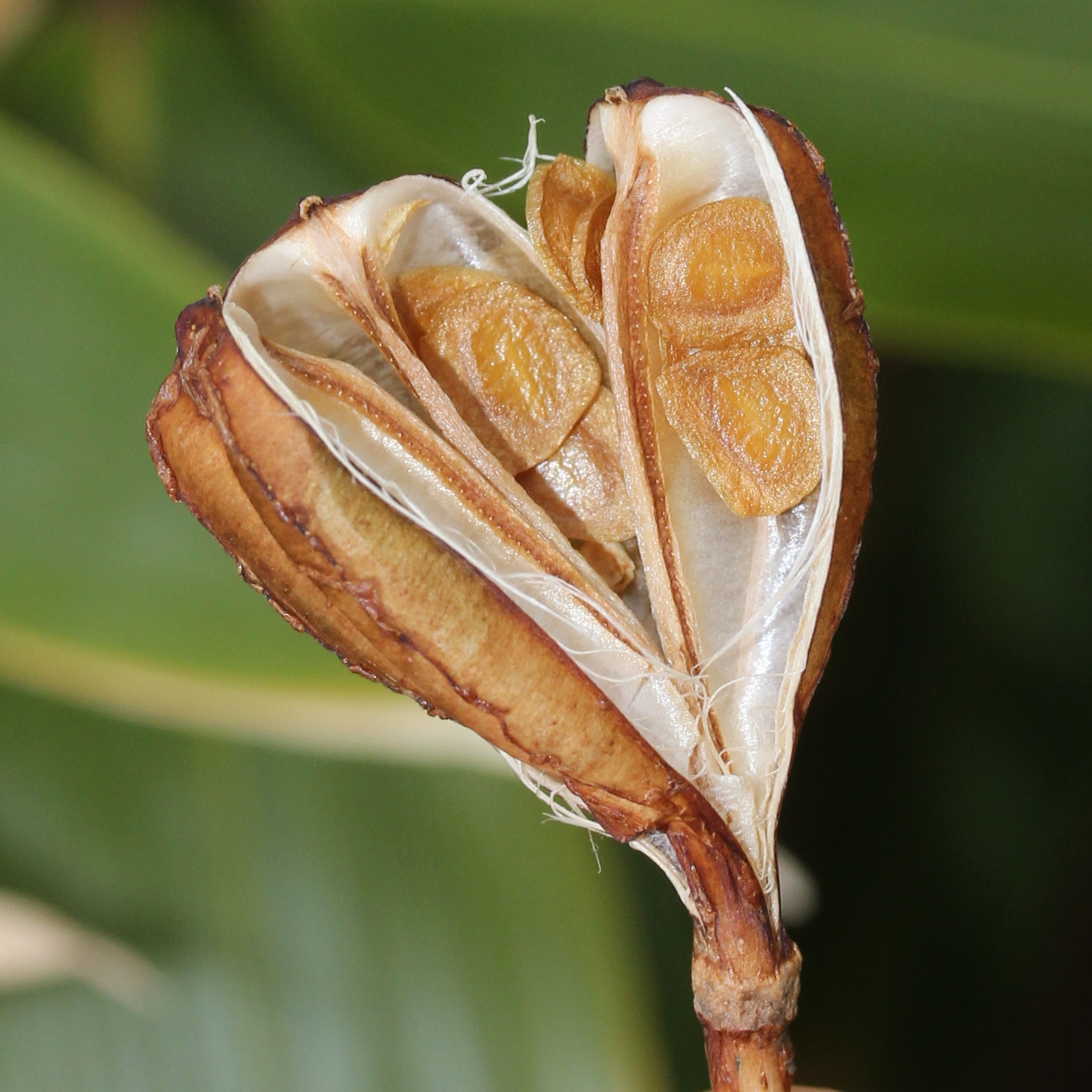
蒴果と種子

市や町の花に指定している自治体が多い。
古事記においては「山由理草」と表記され「元の名を狭韋（さゐ）という」と記される。これが狭井川とその地に咲くささゆりを神饌とする率川神社の三枝祭の起源である。

## 地理的変異
ヒュウガササユリ
主に宮崎県に分布し、花の色が濃く草丈はやや小型～中型。海辺では4月下旬から開花する最も早咲きのユリである。
ジンリョウユリ
徳島県の神山町神領村で発見された、小輪で濃色の花を咲かせる最も小型のササユリ。葉に細い白覆輪が入る。
フクリンササユリ
高知県、愛媛県などに自生する白覆輪の葉が特徴のササユリ。
ヒロハササユリ
長野県の一部と新潟県から山口県の日本海側に分布し、葉は幅3cm内外、長さ13-14cmの広披針形で葉肉は厚く、花径10cm以上の大輪の花をつける大型のササユリ。花芽分化が秋から始まる特徴がある。
ニオイユリ
熊野山中に分布し草丈1m以上になり、葉は幅0.8-1.0cm、長さ14-15cmの狭披針形である。花形、花色は基本種に近いが着花数が多く、香りが強い。
イシマササユリ
徳島県の伊島に自生し、5月下旬から6月上旬に開花する。花の質感が美しく葉の幅が広い。